# Wapen van Åland

Wapen van Åland.

Het wapen van Åland is in 1560 verleend door de Zweedse koning Gustaaf I van Zweden. Het wapen bestaat uit een blauw schild met daarop een gouden edelhert, inclusief gouden gewei. Daarboven is een parelkroon te zien, een oud Zweedse kroon. Oorspronkelijk bestond het ontwerp voor het wapen van Åland uit twee reeën in een rozenveld, maar deze is nooit ingevoerd.
In 1940 werd door het Zweeds heraldisch bureau ontdekt dat in de 16e eeuw een fout was gemaakt bij de verdeling van de Zweedse wapens. Het huidige wapen voor Åland was eigenlijk voor Öland bedoeld. Aldaar komen veel edelherten voor en was voorheen het jachtterrein van het Zweeds koningshuis.
Albanië · Andorra · Azerbeidzjan · België · Bosnië en Herzegovina · Bulgarije · Denemarken · Duitsland · Estland · Finland · Frankrijk · Georgië · Griekenland · Hongarije · Ierland · IJsland · Italië · Kosovo · Kroatië · Letland · Liechtenstein · Litouwen · Luxemburg · Malta · Moldavië · Monaco · Montenegro · Nederland · Noord-Macedonië · Noorwegen · Oekraïne · Oostenrijk · Polen · Portugal · Roemenië · Rusland · San Marino · Servië · Slovenië · Slowakije · Spanje · Transnistrië · Tsjechië · Turkije · Vaticaanstad · Verenigd Koninkrijk · Wit-Rusland · Zweden · Zwitserland

Afhankelijke gebieden: Åland · Faeröer · Gibraltar · Guernsey · Jersey · Man

Betwiste gebieden: Abchazië · Adzjarië